# Hectoliter
| Grotere en kleinere eenheden | Grotere en kleinere eenheden            | Grotere en kleinere eenheden |
| factor                       | naam                                    | symbool                      |
| ---------------------------- | --------------------------------------- | ---------------------------- |
| 10−3                         | milliliter of cc                        | ml                           |
| 10−2                         | centiliter                              | cl                           |
| 10−1                         | deciliter                               | dl                           |
| 1                            | liter                                   | l                            |
| 102                          | hectoliter                              | hl                           |
| 103                          | kiloliter, stère, kuub of kubieke meter | kl, m3                       |

Een hectoliter (symbool hL of hl) is honderd liter. Hecto betekent honderd; de liter is een basiseenheid in het SI-stelsel. Hectoliter is de gebruikelijke maat om grote hoeveelheden bier of wijn in aan te duiden.
Een hectoliter voor droge waren wordt ook wel een mud genoemd, bijvoorbeeld een mud tarwe of een mud kolen.